# Segunda División de Chile 1960
El Campeonato Nacional de Fútbol de Segunda División de 1960 fue el noveno torneo disputado de la segunda categoría del fútbol profesional chileno. Contó con la participación de doce equipos. 
El torneo se jugó en dos rondas con un sistema de todos contra todos y el campeón del torneo fue Green Cross, que ascendió a la Primera División al año siguiente.
En la parte baja de la tabla de posiciones se ubicó Alianza, que volvió a su Asociación de origen, marcando el fin de su paso por el profesionalismo.

## Movimientos divisionales
| Pos | a Primera División de Chile 1960 |
| --- | -------------------------------- |
| 1º  | Santiago Morning                 |

| Pos | a Segunda División de Chile 1960 |
| --- | -------------------------------- |
| -   | -                                |

| Pos | Descendido desde Primera División de Chile 1959 |
| --- | ----------------------------------------------- |
| 1º  | Deportes La Serena                              |

| Pos | Asociación de Origen |
| --- | -------------------- |
| -   | -                    |

## Equipos participantes
| Equipo               | Ciudad            |
| -------------------- | ----------------- |
| Alianza              | Curicó            |
| Colchagua            | San Fernando      |
| Coquimbo Unido       | Coquimbo          |
| Deportes La Serena   | La Serena         |
| Green Cross          | Santiago de Chile |
| Iberia               | Santiago de Chile |
| Ñublense             | Chillán           |
| San Bernardo Central | San Bernardo      |
| Trasandino           | Los Andes         |
| Unión La Calera      | La Calera         |
| Unión San Felipe     | San Felipe        |
| U.T.E                | Santiago de Chile |

## Tabla final
| Pos | Equipo               | PJ | PG | PE | PP | GF | GC | Dif | Pts |
| --- | -------------------- | -- | -- | -- | -- | -- | -- | --- | --- |
| 1   | Green Cross          | 22 | 16 | 4  | 2  | 56 | 28 | 28  | 36  |
| 2   | Deportes La Serena   | 22 | 14 | 3  | 5  | 63 | 26 | 37  | 31  |
| 3   | Unión San Felipe     | 22 | 13 | 4  | 5  | 39 | 27 | 12  | 30  |
| 4   | Ñublense             | 22 | 9  | 6  | 7  | 30 | 26 | 4   | 24  |
| 5   | Trasandino           | 22 | 8  | 7  | 7  | 33 | 28 | 5   | 23  |
| 6   | Unión La Calera      | 22 | 9  | 5  | 8  | 42 | 37 | 5   | 23  |
| 7   | Colchagua            | 22 | 8  | 5  | 9  | 37 | 35 | 2   | 21  |
| 8   | Coquimbo Unido       | 22 | 7  | 4  | 11 | 34 | 47 | -13 | 18  |
| 9   | Iberia               | 22 | 6  | 6  | 10 | 26 | 43 | -17 | 18  |
| 10  | San Bernardo Central | 22 | 4  | 6  | 12 | 34 | 48 | -14 | 14  |
| 11  | Universidad Técnica  | 22 | 5  | 4  | 13 | 23 | 50 | -27 | 14  |
| 12  | Alianza              | 22 | 4  | 4  | 14 | 32 | 54 | -22 | 12  |

PJ=Partidos jugados; PG=Partidos ganados; PE=Partidos empatados; PP=Partidos perdidos; GF=Goles a favor; GC=Goles en contra; Dif=Diferencia de gol; Pts=Puntos
|  | Campeón. Asciende a Primera División. Clasifica a Copa Chile 1961. |
|  | Clasifica a Copa Chile 1961.                                       |
|  | Desciende a su Asociación de origen                                |